# Tir aux Jeux olympiques d'été de 1952
Navigation
Londres 1948 Melbourne 1956
Sept épreuves de tir sportif sont disputées à l'occasion des Jeux olympiques d'été de 1952. Trois épreuves viennent s'ajouter au programme : le tir au cerf courant à 100 m, le tir à la carabine trois positions à 50 m et la fosse olympique. Bien que les tireurs soviétiques remportent le plus de médailles, ils terminent seconds du classement des médailles puisque devancés par les représentants norvégiens sacrés à deux reprises.

## Tableau des médailles
| Rang | Nation           | Or | Argent | Bronze | Total |
| ---- | ---------------- | -- | ------ | ------ | ----- |
| 1    | Norvège          | 2  | 0      | 0      | 2     |
| 2    | Union soviétique | 1  | 1      | 2      | 4     |
| 3    | Hongrie          | 1  | 1      | 1      | 3     |
| 4    | Roumanie         | 1  | 0      | 1      | 2     |
| 4    | États-Unis       | 1  | 0      | 1      | 2     |
| 6    | Canada           | 1  | 0      | 0      | 1     |
| 7    | Suède            | 0  | 2      | 1      | 3     |
| 8    | Finlande         | 0  | 1      | 1      | 2     |
| 9    | Espagne          | 0  | 1      | 0      | 1     |
| 9    | Suisse           | 0  | 1      | 0      | 1     |

## Résultats
Toutes les épreuves sont mixtes.
| Épreuves                         | Or                                   | Argent                        | Bronze                         |
| 300 m carabine trois positions   | Anatoli Ivanovich Bogdanov 1123 pts. | Robert Bürchler 1120 pts.     | Lev Weinstein 1109 pts.        |
| 50 m carabine trois positions    | Erling Kongshaug 1164 pts.           | Vilho Ylönen 1164 pts.        | Boris Andreïev 1163 pts.       |
| Carabine à 50 m position couchée | Iosif Sîrbu 400 pts.                 | Boris Andreïev 400 pts.       | Arthur Jackson 399 pts.        |
| Pistolet à 50 m                  | Huelet Benner 553 pts.               | Ángel León de Gozalo 550 pts. | Ambrus Balogh 549 pts.         |
| Pistolet feu rapide à 25 m       | Károly Takács 579 pts.               | Szilárd Kun 578 pts.          | Gheorghe Lichiardopol 578 pts. |
| Fosse olympique                  | George Genereux 192 pts.             | Knut Holmqvist 191 pts.       | Hans Liljedahl 190 pts.        |
| Tir au cerf courant à 100 m      | John Larsen 413 pts.                 | Per Olof Sköldberg 409 pts.   | Tauno Mäki 407 pts.            |